# Nausea
O Nausea é uma banda de crust punk de Nova Iorque que esteve na ativa entre 1985 e 1992. A banda é uma das mais influentes no gênero crust punk, que mistura o anarco-punk e toques de metal extremo no som.
Como muitas bandas de anarco-punks, o Nausea tinha um vocalista feminino e um masculino. Os integrantes do grupo eram envolvidos com as comunidades dos squats locais. O grupo iniciou com os vocalistas Amy Miret e Neil Robison com um som mais puxado para as raízes do hardcore punk tradicional. Com a saída de Robison em 1988 e a entrada de Al Long, o Nausea experimentou um som mais pesado e mais experimental. Neil esteve em bandas como Jesus Crust e Final Warning, além de ser fundador da gravadora Tribe War Records.

## Letras e estilo musical
As letras do Nausea eram influenciadas pelos assuntos da era Reagan, pela sombra da Guerra Fria, e pela constante ameaça de uma guerra nuclear com a antiga União Soviética. A banda focava-se em assuntos como ecologia, extinção humana, poluição, crítica ao cristianismo e aos direitos animais.
O Nausea evoluiu de uma banda de hardcore punk para um som com toques de thrash metal durante a fase com Al Long. O grupo inovou com seu crust punk, incluindo toques de doom metal, reggae, noise rock, D-beat e Sludge em seu som.

## Formação final
A formação final do Nausea era:  John John Jesse (baixo), Victor Venom (guitarrista, ex-Reagan Youth), Amy Miret (vocal), Al Long (vocal) e Roy Mayorga (bateria). John John Jesse tornou-se um reconhecido artista plástico, além de ter montado uma banda com membros do Choking Victim chamada Morning Glory.Roy Mayorga tocou no Shelter, Soulfly, ABLOOM, Stone Sour, e preencheu a vaga de Igor Cavalera no Sepultura temporariamente em 2006, além de tocar na reunião do Amebix.

## Integrantes
- Al -vocal (1988-1992)
- Amy Miret - vocal
- Victor Dominicis - guitarra
- John John Jesse - baixo
- Roy Mayorga - bateria (1989-1992)

### Antigo membros
- Neil - vocal (1985-1988)
- Pablo Jacobson - bateria (1985-1987)
- Jimmy Williams - bateria (1987-1988)

## Discografia

### Lançamentos oficiais
- Nausea demo (independente, 1988)
- Extinction LP (1990, Profane Existence/Meantime Records)
- Cybergod 7" (Allied Recordings, 1991)
- Lie Cycle 7" (Graven Image Records/ Skuld Records, 1992)
- Alive in Holland VHS (Channel Zero Reality/Profane Existence, 1993)
- Extinction: The Second Coming CD (Selfless Records, 1993)
- Punk Terrorist Anthology Vol. 1 2xLP/CD (2004, Alternative Tentacles/Blacknoise Records)
- Punk Terrorist Anthology Vol. 2 2XLP/CD (2005, Hellbent/Blacknoise)

### Compilações
- New York Hardcore: The Way It Is LP (Revelation Records, 1988)
- Squat or Rot Volume. 1 7" (Squat or Rot Records, 1989)
- They Don't Get Paid, They Don't Get Laid, But Boy Do They Work Hard LP (Maximum Rock'n'Roll, 1989)
- Murders Among Us 7" (Vermiform Records, 1990)
- More Songs About Plants and Trees 7" (Allied, 1991)
- Discharged: From Home Front to War Front 7" (Allied, 1992)